# ANST (Polizeikürzel)
Mit dem Kürzel ANST für Ansteckungsgefahr werden in Akten und in der elektronischen Datenbanken der deutschen Polizei  Personen gekennzeichnet, die mit HIV, Hepatitis B oder Hepatitis C infiziert sind.
Es soll dazu dienen, Polizeibeamte im Dienst vor einer Ansteckung zu schützen. Registriert werden Personen, die unter anderem als Straftäter, Beschuldigte oder Verdächtige einer Straftat von der Polizei erfasst wurden.
Für die Speicherung des Kürzels ANST genügt dabei der Verdacht, eine Straftat begangen zu haben und kann auch dann fortbestehen, wenn ein Verfahren eingestellt wurde oder wenn ein Freispruch erfolgt ist.
Die Zahl der von dieser Kennzeichnung betroffenen Menschen ist nur teilweise bekannt. Im August 2015 waren im Freistaat Bayern rund 14.000 solcher Eintragungen in das INPOL-Datenbanksystem bekannt, im POLAS-System der Landpolizei Brandenburg im August 2015 29 Personen.
Im Auskunftssystem „POLAS NRW“ der nordrhein-westfälischen Polizei waren im November 2016 870 Personen mit den entsprechenden Merkmal gespeichert, in Niedersachsen nach Angaben des dortigen Innenministeriums im Januar 2017 4498 Personen.
Nach einem Beschluss der Innenministerkonferenz aus dem Juni 2015 darf die Polizei in ihrem bundesweiten Informationssystem INPOL weiterhin Menschen mit dem „personengebundenen Hinweis“ (PHW) ANST für „ansteckend“ kennzeichnen.

## Kritik an der Speicherpraxis
Die Mitgliederversammlung der Deutschen AIDS-Hilfe protestierte im Oktober 2015 mit der „Münchner Erklärung“ gegen diese „kontraproduktive und stigmatisierende Praxis“. Sie verletze das Grundrecht auf informationelle Selbstbestimmung und stigmatisiere Menschen mit den genannten Krankheiten. Dies trage damit auch zur Ausgrenzung von Menschen mit HIV oder Hepatitis allgemein bei.  (5) Die Kennzeichnung von Menschen mit HIV und Hepatitis in Polizeidatenbanken unterstelle ein hohes Risiko, wo eine Übertragung sehr unwahrscheinlich ist, z. B. bei einer ausgeheilten Hepatitis-Infektion oder der Nichtinfektiösität aufgrund einer erfolgreichen HIV-Therapie. Dadurch würden unnötig Ängste. Zugleich erzeuge die Kennzeichnung eine Scheinsicherheit, wenn es  keinen entsprechenden Hinweis zu bestimmten Personen gibt.
Auch Datenschützer und Politiker der Linken (6), Piraten, der FDP sowie der Grünen forderten seit 2015 mehrfach ein Ende der Speicherpraxis. Der rot-rot-grüne Senat von Berlin kündigte 2016 zwar an, die Regelung abzuschaffen, setzte das Versprechen jedoch nicht um.
Der Nationale AIDS-Beirat empfahl in einem im April 2016 veröffentlichten Votum, die Speicherung von Angaben zu Infektionen mit HIV sowie Hepatitis B und C in polizeilichen Datenbanken zu beenden. Das Gremium unterstützt darin nachdrücklich das Anliegen, das Risiko einer Infektionsübertragung durch geeignete Maßnahmen zu minimieren. Es bezweifelt jedoch, dass diese Maßnahmen auf gesicherten medizinischen Kenntnissen beruhen und für die Gesundheit der Bediensteten erforderlich und angemessen seien.